# Long Hải
Long Hải is een thị trấn in het district Long Điền, een van de districten in de Vietnamese provincie Bà Rịa-Vũng Tàu. Long Hải ligt tegen de kust van de Zuid-Chinese Zee en is naast Vũng Tàu een geliefde badplaats in de provincie.